# Paranataelia tenerifica
Paranataelia tenerifica is een vlinder uit de familie uilen (Noctuidae). De wetenschappelijke naam is voor het eerst geldig gepubliceerd in 1906 door Hampson.
De soort komt voor in Europa.